# Velmi křehké vztahy
Velmi křehké vztahy jsou český televizní seriál TV Prima, který byl vysílán v letech 2007–2009. Je pokračováním seriálu Rodinná pouta a spadá do žánru mýdlové opery. Hlavním tématem je láska a vztahy, avšak během druhé série došlo k omezení romantických scén a tvůrci se více zaměřili na kriminální zápletku a akční scény.
Velmi křehké vztahy byly vysílány od 2. ledna 2007; do té doby seriál nesl název Rodinná pouta. Toto pojmenování ovšem bylo soudně zakázáno. Spor o Rodinná pouta byl sporem dvou produkčních firem. První dvě řady seriálu vyrobila společnost Pro TV, třetí však Prima zadala firmě Etamp. To se Pro TV nelíbilo, a tak požádala soud o předběžné opatření, kterým by výrobu zakázal. Seriál se natáčel i nadále, avšak již pod názvem Velmi křehké vztahy. Seriál má čtyři série, autorkami jsou sestry Bártů.

## Obsazení
| Sabina Králová      | JUDr. Barbora Strnadová                   |
| Alice Bendová       | Simona Rubešová (Wágnerová)               |
| Dana Morávková      | Andrea Lišková                            |
| Roman Štolpa        | MUDr. Martin Liška                        |
| Jan Révai           | Ing. Robert Krátký                        |
| Lenka Termerová     | Jiřina Rubešová                           |
| Jan Kačer           | František Rubeš                           |
| Zdeňka Volencová    | Ivana Rubešová-Kučerová-Hrušková-Sýkorová |
| Zuzana Dřízhalová   | Marcela Rubešová                          |
| Otto Kallus         | Filip Rubeš                               |
| Saša Rašilov        | Ing. Jan Skála                            |
| Petra Špindlerová   | Hana Ziková                               |
| Daniel Bambas       | JUDr. Petr Černý                          |
| Hana Holišová       | Anna Pešková (Černá)                      |
| Hana Baroňová       | Ilona Kudrnová                            |
| Kateřina Burianová  | Libuše Pešková                            |
| Ladislava Něrgešová | Ing. Dagmar Lacinová                      |
| Martin Zounar       | MUDr. Bořek Wágner                        |
| Viktor Limr         | MUDr. Lukáš Kratochvíl                    |
| Dagmar Bláhová      | Eliška Tůmová                             |
| Eva Novotná         | MUDr. Helena Lacinová                     |
| Filip Blažek        | mjr. Pavel Vaněk                          |
| Filip Rajmont       | Oskar Prokeš                              |
| Iva Kubelková       | Daniela Hartlová (Skálová)                |
| Ivanka Devátá       | Božena Wágnerová (Reisová)                |
| Jan Zadražil        | MUDr. Ludvík Strnad                       |
| Martin Preiss       | Kristián Lang                             |
| Miloslav Mejzlík    | Ing. Hynek Skála                          |
| Oldřich Vízner      | MUDr. Ludvík Strnad st.                   |
| Petr Motloch        | MUDr. Evžen Hartl                         |
| Rostislav Novák     | Oldřich Líbal                             |
| Sylva Koblížková    | Kristýna Lišková                          |
| Nela Boudová        | MUDr. Zuzana Trojanová                    |

## Děj

### První série (2007)
V první sérii se řešilo dědictví po tetě Kateřině. V její závěti bylo řečeno, že Rubešovi musí najít syna nebo dceru po jejím bratrovi Jiřím. Pokud by se tak nestalo, celé dědictví by obdržela její oblíbená neteř Andrea. Rubešovi najali právníka Petra Černého, který bydlel v bytě svého dědy. Petr se seznámil s nemocniční sestrou Annou Peškovou, do které se zamiloval. Anna měla velmi vážně nemocnou matku, která musela podstoupit chemoterapii. Ta ke konci první série zemřela a Anna odvezla její popel do Paříže. Bořivoj Wágner vyhrál řízení na ředitele nemocnice. Jeho sokem byl inženýr Krátký, který byl jeho zástupcem, avšak velmi stál o pozici ředitele. Filip Rubeš si vzal Simonu Wágnerovou i když se svatbou nikdo nesouhlasil. Manželství ovšem neklapalo a tak se Filip čím dál více utápěl v alkoholu. Simona a Andrea pracovaly v salónu, kde pracuje i kosmetička Ilona, která byla z dětského domova. Toho Simona využila a namluvila všem u Rubešů, že právě Ilona byla hledaným dědicem. Simona zfalšovala genetické testy i dědický prsten, který byl klíčem k hledanému dědici. Její plány ovšem zkřížil právník Petr Černý. Andrea si začala románek se svým doktorem Lukášem Kratochvílem. Ten byl ženatý a zpočátku svůj vztah s Andreou před svou manželkou tajil. Nakonec stejně došlo k rozvodu, avšak do idylického páru vstoupila nečekaně třetí osoba. Jedná se o Andreinu sestru Ivanu, které během autonehody zemřel manžel. Po celou sérii ani jedna ze sester netušila, že doktor Kratochvíl prožíval vztah s oběma naráz. Do Prahy přijel bratr Marcely Oldřich. Ten se zde zamiloval do sestřičky Stáni. I Hynek Skála měl špatné období. Rozešel se se svou partnerkou Hanou Zikovou, která se vrátila ke svému bývalému manželovi. Po rozchodu Jana Skály s Marií si ředitel firmy Premier Glass našel novou partnerku, a to modelku Alenu, která sice vynikala svojí krásou, intelektem ovšem nikoliv. Jednalo se navíc o bývalou partnerku Petra Černého, který svého kamaráda Jana od vztahu odrazoval. Hynek Skála se zamiloval do Dagmary Lacinové, která nastoupila do firmy Premier Glass. Dagmar byla ovšem o několik desítek let mladší než samotný Skála. Petr a Anička spolu měli hezký vztah až do chvíle, kdy Petr začal pochybovat o věrnosti své partnerky. Ke konci první série se diváci dozvěděli, že dědici byli Filip a Anička.

### Druhá série (2007–2008)
Na začátku seriálu se Rubešovi dozvídají, že kdosi ukradl celé dědictví. Začal se proto hledat správce majetku Lang, ten byl ovšem nezvěstný. Andrea se s Kratochvílem konečně odstěhovala do nové vily, kde měla bydlet i její sestra Ivana. Zde ovšem došlo k odhalení Kratochvílovy bigamie. Andrea i Ivana se s Kratochvílem rozešly. Ten si navíc způsobil vážný úraz, který způsobil částečnou nefunkčnost jeho prstů. To pro něho znamenalo jediné – již nikdy nebude moci operovat. Tato zpráva ho zdrtila a tak se uchýlil k alkoholu. Anička zjistila,  že je těhotná. Petr měl ovšem pochybnosti, jestli bylo dítě jeho, tak se rozešli. U Anny navíc došlo k požáru bytu, který se stal neobyvatelným. Její jedinou záchranou byla vila Rubešových, kteří jí jako nového člena rodiny přijali mezi sebe. O Aničku se staral doktor Ludvík Strnad. Ten měl vysoce postaveného otce – byl zástupcem ředitelky nemocnice, kterou byla Helena Lacinová (sestra Dagmar). Navíc měl vážné známosti na ministerstvu. Helena žila s vyšetřovatelem Pavlem Vaňkem, který vyšetřoval zmizení Simony Rubešové. Černý si začal románek s Andreou a navíc pro Rubešovi i nadále pracoval. Snažil se najít majetek a správce Langa. Do toho přijel tajemník tety Kateřiny Oskar Prokeš. Ten se snažil získat dokumenty, které potvrdí, že je baronem. Vyplynulo navíc, že Prokeš úzce spolupracoval se Simonou Rubešovou na komplotu proti Rubešovým. Do nemocnice nastoupil nový doktor Hartl, který měl nemocnou ženu. Hartl měl v minulosti problémy s alkoholem, stav jeho ženy mu ovšem bránil v abstinenci. Bořek Wágner začal chodit s Marcelou Rubešovou. Mezi Dagmar a Janem začal utajovaný vztah. Jan se musel rozhodovat mezi ní a Alenou. Jiřina a František měli zvláštní vztah. Téměř spolu nekomunikovali. Rubeš nedokázal své ženě odpustit poměr, který měla v minulosti s jeho bratrem Jiřím. Během první série totiž došlo ke zjištění, že syn Filip není Františka Rubeše, ale jeho bratra Jiřího. Rubešovi se navíc kvůli nevyřešenému dědictví dostali do finančních problémů. Andree se ozval správce Lang. Ten se ovšem ve Vídni stal obětí autonehody. Byl převezen do Prahy, nemohl ale vůbec komunikovat s ostatními. Andrea věděla i o Simoně, setkaly se u opuštěné tovární haly. Zde byla i policie, nešťastnou náhodou došlo k postřelení vyšetřovatele Vaňka a ten zemřel. Simona byla odvezena do vazební věznice, kde čekala na rozsudek. Objevila se i Sylva Pecková, časem se diváci dozvěděli, že se jednalo o sestru Simony Rubešové. Obě měly společného otce, navíc si byly velmi podobné. Toho využil Oskar Prokeš, který se snažil Simonu dostat z věznice a naplánoval vyměnění Simony a Sylvie v cele. Na konci série Sylva požádala Kristiána, aby zaplatil kauci za Simonu, která po propuštění bydlela s Bořkem. Ve stejný den proběhla svatba Stáni a Olina na Moravě.

## Sledovanost
Velmi křehké vztahy patřily mezi nejsledovanější pořady TV Prima. Sledovanost se přesto pohybovala v nižších číslech, než tomu bylo u první série Rodinných pout, ta dosahovala i dvou miliónů diváků. Seriál si pravidelně každý týden zapínalo 1000000–1400000 diváků. Podíl na trhu činil 23–33 %. Konkurentem byl seriál TV Nova Ordinace v růžové zahradě.
1. série – leden 2007 až srpen 2007 – úterý a čtvrtek od 20:00 – 1.265.400 – 28,4 %
2. série – září 2007 až 2008 – úterý a čtvrtek od 20:00 – 1.135.200 – 26,7 %

## Ocenění

### CenyTýTý
- 2005 – 3. místo – Objev roku – Zdeňka Žádníková-Volencová
- 2007 – 3. místo – Seriál – Velmi křehké vztahy
- 2007 – 2. místo – Herečka – Dana Morávková
- 2008 – 2. místo – Seriál – Velmi křehké vztahy
- 2008 – 2. místo – Herečka – Dana Morávková

### Ceny Elsa
- 2007 – Nominace – Seriál – Velmi křehké vztahy